# Alessandro II di Macedonia
Alessandro II (in greco antico: Ἀλέξανδρος Β`?; IV secolo a.C. – 368 a.C.) fu re di Macedonia per soli due anni.

## Biografia
Benché avesse già compiuto la maggiore età, Alessandro era molto giovane quando salì al potere. Questo causò immediati problemi al nuovo re, e i nemici della dinastia ripresero la guerra.  Alessandro affrontò simultaneamente sia l'invasione degli Illiri a nord-ovest, sia l'attacco da est da parte del pretendente Pausania. Pausania conquistò parecchie città e minacciò la regina madre, che stava nel palazzo di Pella con il suo giovane figlio. Alessandro sconfisse il nemico con l'aiuto del generale ateniese Ificrate, che navigò lungo la costa macedone e riconquistò Anfipoli.
Su richiesta degli Aleuadi, Alessandro intervenne nella guerra civile in Tessaglia.  Acquisì con successo il controllo di Larissa e molte altre città ma, tradendo la promessa che aveva fatto, occupò la città con le guarnigioni. Questo provocò una reazione ostile di Tebe, a quel tempo leader militare della Grecia. Il generale tebano Pelopida raggiunse i macedoni in Tessaglia, neutralizzò Alessandro a favore del suo ambizioso cognato Tolomeo di Aloro, e lo forzò ad abbandonare l'alleanza con Atene a favore di Tebe. Alessandro fu costretto a prendere parte alla nuova alleanza poiché i tebani avevano in  mano alcuni ostaggi, incluso il suo giovane fratello Filippo.
Fatto questo, Alessandro fu assassinato durante una festa su ordine di Tolomeo. Gli succedette il fratello, Perdicca III, che era minorenne, e Tolomeo divenne reggente.